# Kauppis-Heikki

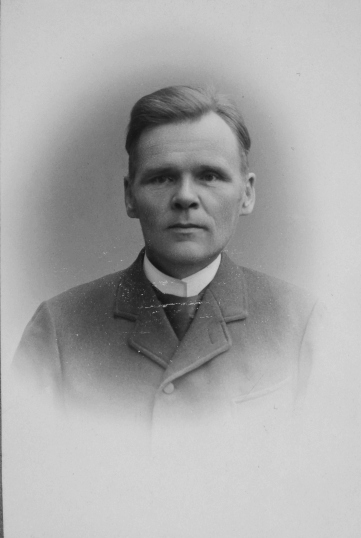
Kauppis-Heikki.

Kauppis-Heikki (* 7. Juni 1862 in Iisalmi als Heikki Kauppinen; † 3. September 1920 Lapinlahti) war ein finnischer Schriftsteller.

## Leben
Kauppis-Heikki arbeitete in seiner Jugend als Knecht. Im Hause des Propsts Henrik Gustaf Theodor Brofeldt lernte er dessen Sohn Juhani kennen, der später unter dem Namen Juhani Aho als Schriftsteller bekannt wurde. Dieser förderte ihn ebenso wie später Minna Canth, und mit ihm und seinen Brüdern verband ihn eine lebenslange Freundschaft. Nachdem er sich die notwendige Bildung angeeignet hatte, arbeitete er als reisender Lehrer, Leiter einer Besserungsanstalt und Elementarschullehrer.
Neben deren Söhnen, Juhani Aho und Minna Canth zählte Kauppis-Heikki zu dem Kreis kunstinteressierter Leute, die sich um Elisabeth Järnefelt sammelten. Er verfasste meist düster gestimmte Romane sowie humoristische Kurzgeschichten über die Menschen seiner Heimatregion.

## Werke
- Tarinoita, 1886
- Mäkijärveläiset, 1887
- Viija, 1889
- Kirottua työtä, 1891
- Laara, 1893
- Aliina, 1896
- Tarinoita ja tapahtumia, 1897
- Tarinoita III, 1900
- Uran aukaisijat, 1904
- Kuvaelmia, 1905
- Tarinoita IV, 1906
- Anaski, 1911
- Savolaisia, 1912
- Patahurjat. 1913
- Savolainen soittaja, 1915
- Paimen ja lampaat, 1920
- Valitut teokset, I–II, 1920-21